# صفیه فرکش
صفیه فرکش قذافی متولد ۲ مه ۱۹۵۲، یک تاجر لیبیایی است. او به عنوان بیوه رهبر سابق لیبی معمر قذافی، بانوی اول سابق لیبی و نماینده سرت و مادر هفت فرزند از هشت فرزند قذافی است که برخی از آنها در تاریخ لیبی در دوران معمر قذافی شرکت داشتند.

## اوایل زندگی
دو داستان متفاوت در مورد او وجود دارد. یکی اینکه فرکش از خانواده ای از قبیله باراسه لیبی شرقی است و در بیضا (لیبی) به دنیا آمده و به عنوان پرستار آموزش دیده است.
داستان دیگر این است که فرکش اهل موستار، بوسنی و هرزگوین است، جایی که او با نام زوفیا فارکاس متولد شد، و اصالتاً کروات بوسنیایی یا مجارستانی است. 

## زندگی شخصی
او زمانی که قذافی در سال ۱۹۷۰ در بیمارستان بستری شد و به دلیل آپاندیسیت تحت درمان قرار گرفت، با وی ملاقات کرد درهمان سال در طرابلس ازدواج کردند و همسر دوم او شد.
فرکش دارای هفت فرزند از قذافی و دو فرزندخوانده است.

## تجارت
فرکش مالک شرکت هواپیمایی بوراق ایر است که دفتر مرکزی آن در فرودگاه بین‌المللی میتیگا قرار دارد.